# Crinipes
Crinipes és un gènere de plantes de la família de les poàcies, ordre de les poals, subclasse de les commelínides, classe de les liliòpsides, divisió dels magnoliofitins.

## Taxonomia
- Crinipes abyssinicus (Hochst. ex A. Rich.) Hochst.
- Crinipes gynoglossa Gooss.
- Crinipes longifolius C.E. Hubb.
- Crinipes longipes (Stapf i C.E. Hubb.) C.E. Hubb.